# (200410) 2000 SH103
(200410) 2000 SH103 es un asteroide perteneciente al cinturón de asteroides, región del sistema solar que se encuentra entre las órbitas de Marte y Júpiter, descubierto el 24 de septiembre de 2000 por el equipo del Lincoln Near-Earth Asteroid Research desde el Laboratorio Lincoln, Socorro, Nuevo México, Estados Unidos.

## Designación y nombre
Designado provisionalmente como 2000 SH103. 

## Características orbitales
2000 SH103 está situado a una distancia media del Sol de 2,456 ua, pudiendo alejarse hasta 2,917 ua y acercarse hasta 1,994 ua. Su excentricidad es 0,187 y la inclinación orbital 1,089 grados. Emplea 1405,97 días en completar una órbita alrededor del Sol.

## Características físicas
La magnitud absoluta de 2000 SH103 es 16,9. 